# Göhltalviadukt
Der Göhltalviadukt, auch Viadukt von Moresnet genannt, ist ein im Ortsteil Moresnet Village der belgischen Gemeinde Plombières befindlicher Eisenbahnviadukt der Montzenroute. Die Brücke überspannt das Tal der Göhl mit einer Gesamtlänge von 1107 Metern und über der Göhl einer größten Höhe von rund 52 Metern. Die Streckentrasse hat im Bereich der Brücke eine Steigung von 1,8 Promille Richtung Aachen und zirka ein Viertel der Brückenlänge liegt im Grundriss in einem Bogen mit 1600 Meter Radius.

## Geschichte
Errichtet wurde der Viadukt im Auftrag der deutschen Militärbehörden im besetzten Belgien von Frühjahr 1915 bis Oktober 1916 durch die Unternehmen Dyckerhoff & Widmann AG, MAN Werk Gustavsburg, Grün & Bilfinger und Gutehoffnungshütte. Dazu wurden auch zwangsrekrutierte Arbeitskräfte aus Belgien, Deutschland, Italien, Ungarn, Kroatien und Russland sowie russische Gefangene, deren Lager unter anderem auf dem heutigen "Val de Vie" eingerichtet war, eingesetzt. Am 14. März 1923 explodierte während der Alliierten Rheinlandbesetzung eine Bombe in der Nähe des Viadukts, eine zweite zündete nicht. Außerdem wurde ein auf den Schienen befestigtes Eisenstück gefunden.
Am 18. Mai 1940 ließen die "Cyclistes Frontière" (das an der Grenze stationierte Radfahrerbataillon) einen Teil des Viadukts sprengen. Unter erneuter deutscher Besatzung wurde die Brücke repariert und war 1940 wieder befahrbar. 1944 zerstörten deutsche Truppen während des Rückzugs das Bauwerk umfangreich. Belgien brauchte wegen akuten Stahlmangels rund fünf Jahre zur Reparatur. Der Viadukt gehört zur Strecke Aachen–Tongeren (L 24) und überspannte bis 1957 die Strecke Welkenraedt – Plombières – Gemmenich (L 39).
In den 1990er Jahren war der Viadukt in einem schlechten Zustand, der nur eine Höchstgeschwindigkeit der Züge auf der Brücke von 20 km/h erlaubte. Zwischen 2002 und 2004 wurde die Brücke daher vollständig saniert. Die alten genieteten stählernen Fachwerküberbauten wurden gegen neue Überbauten in Schweißkonstruktion ausgetauscht. Zugleich wurden die Brückenpfeiler mit einer Stahlbetonschale ummantelt. Um den Verkehr auf der wichtigen Güterstrecke möglichst wenig zu beeinträchtigen, wurden die einzelnen Fachwerkträger in Montzen vormontiert, dann auf die Brücke gefahren und einer vorbereiten Kran- und Haltekonstruktion übergeben. Der darunter liegende Abschnitt wurde herausgetrennt und abgesenkt und schließlich durch den neuen Träger ersetzt. Auf diese Weise musste die Strecke jeweils nur für ein Wochenende (Samstag bis Montag) gesperrt werden. Die neuen, rund zwei Meter niedrigeren Fachwerkträger sind Verbundkonstruktionen mit oben liegenden Stahlbetonfahrbahnplatten, die im Gegensatz zur Konstruktion der Erbauungszeit ein geräuschminderndes Schotterbett ermöglichen.

## Baubeschreibung
Der Viadukt weist 22 Felder auf und eine Gesamtstützweite von 1107 Metern bei 1153 Meter Länge zwischen den Enden der Widerlager. Es war zeitweise die längste Eisenbahnbrücke im belgischen Eisenbahnnetz. Das Bauwerk besitzt eine maximale Höhe von 52 Metern über Talgrund. Die Pfeilerachsabstände betragen zwischen 48 und 49 Metern. Fünf breitere Pfeiler dienen zur Lastabtragung der Kräfte in Gleislängsrichtung infolge Bremsen und Beschleunigen der Züge. Diese dürfen auf dem sanierten Viadukt mit maximal 60 km/h fahren. Seit der durchgehenden Elektrifizierung der Montzenroute im Jahr 2008 befindet sich auf dem Viadukt die Systemtrennstelle zwischen dem belgischen und dem deutschen Bahnstromsystem.

## Bildergalerie

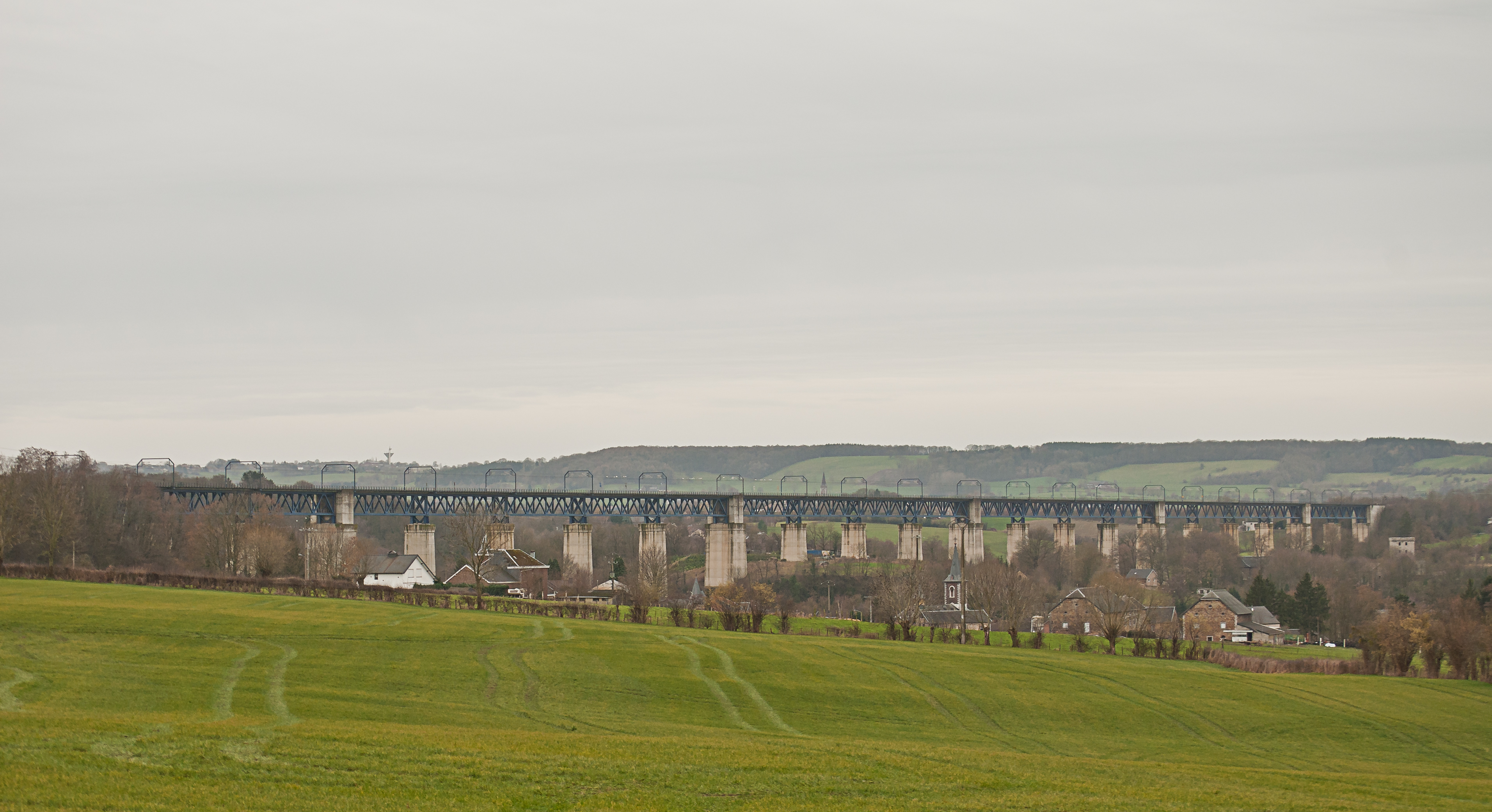
Gesamtansicht des Viadukts aus nordöstlicher Richtung
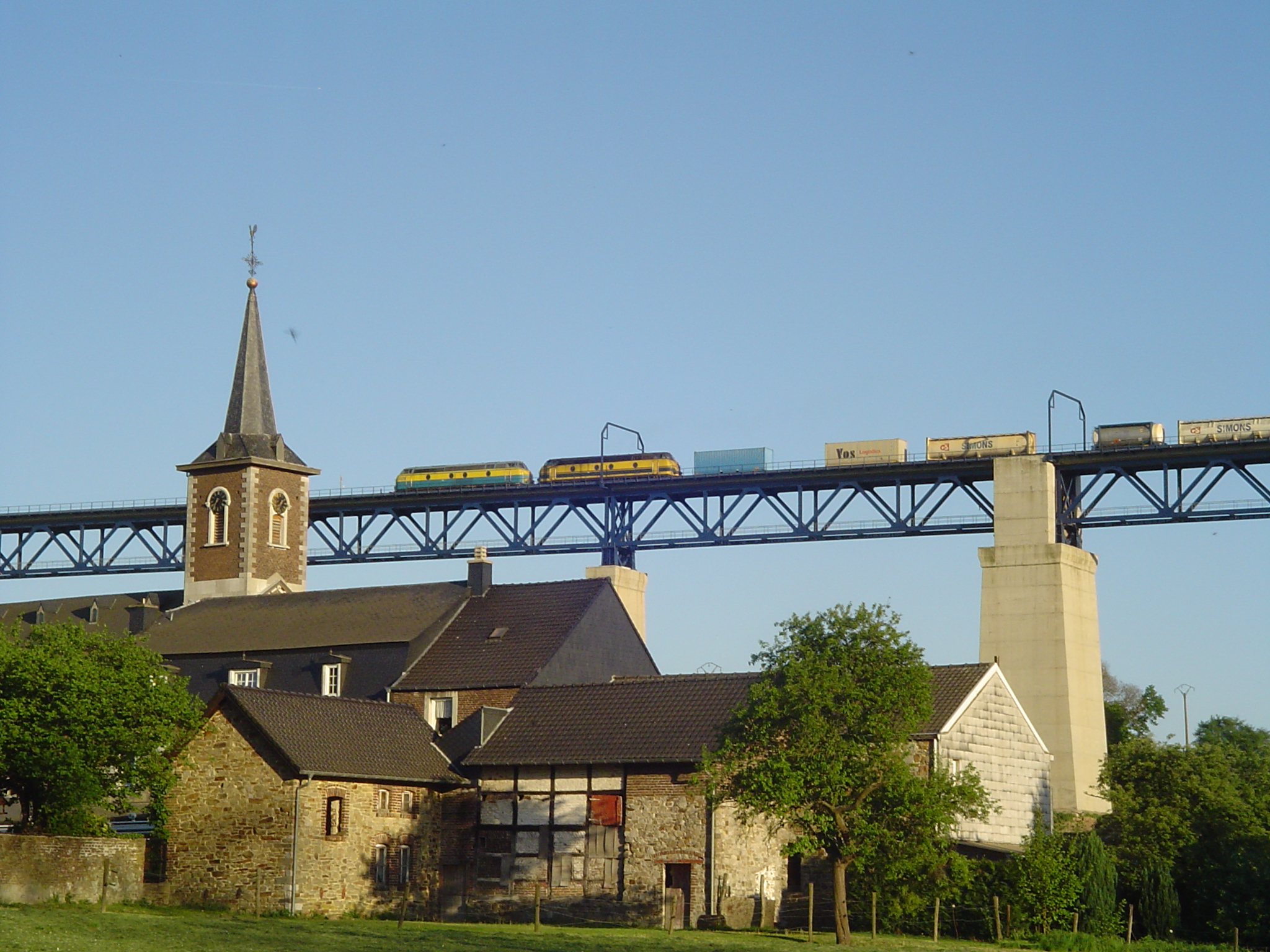
Göhltalviadukt
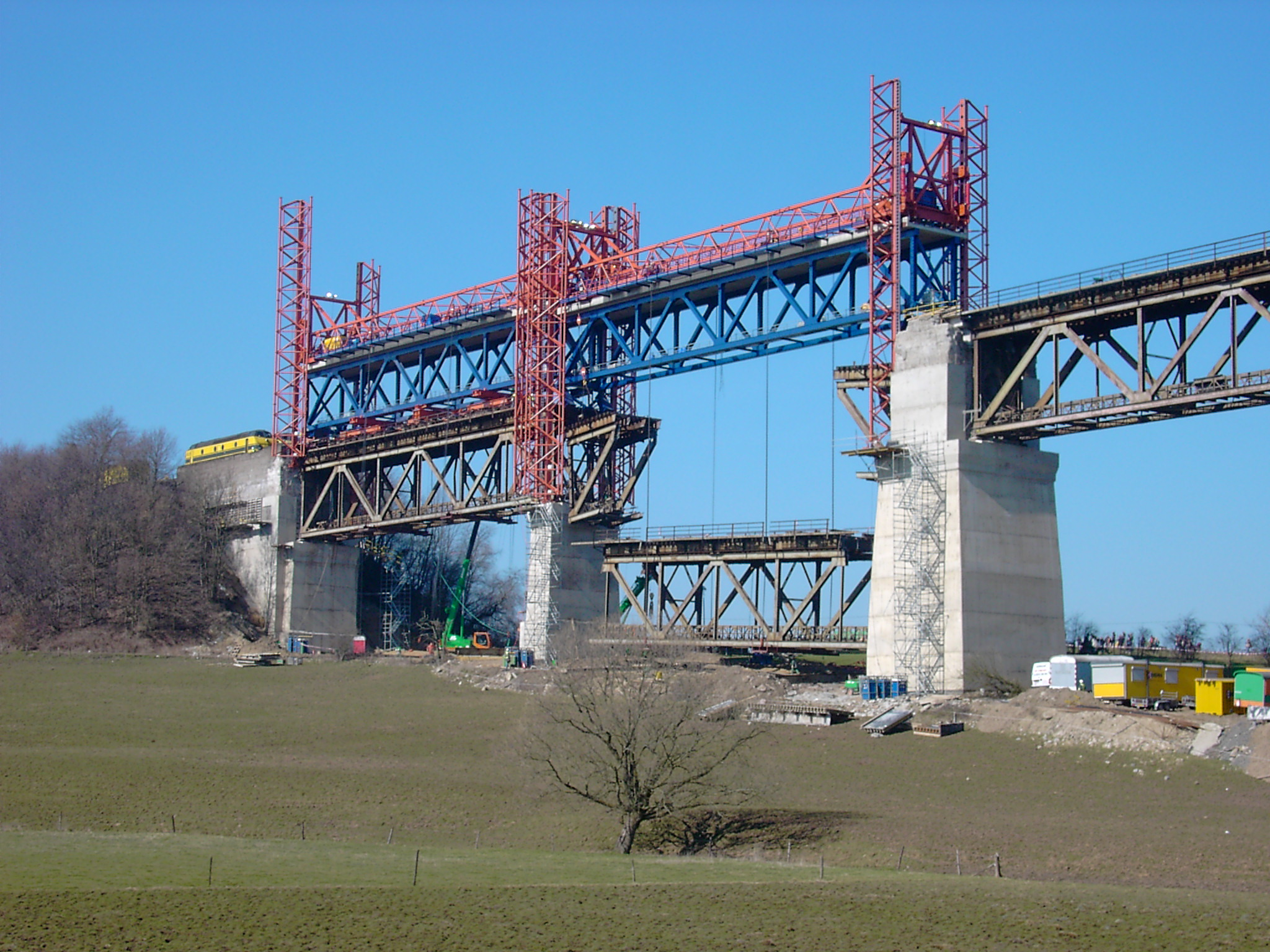
Austausch der Fachwerkträger
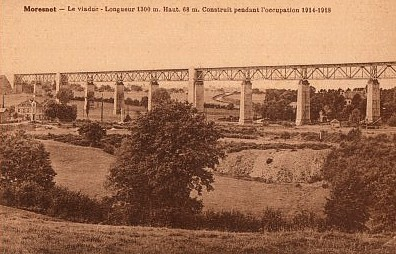
Historische Ansichtskarte
Deutsch-belgisches Grenzland mit Göhltalviadukt